# Clavofabellina abunda minor
Clavofabellina abunda minor (лат.) — один из подвидов вымершего ракообразного Clavofabellina abunda, жившего во времена девонского периода. 

## История изучения
Был описан Поленовой Еленой Николаевной в 1968 году по ископаемым остаткам из нижнедевонских отложений.

## Описание
Были малоподвижными мелкими бентосными ракообразными, жившими на поверхности грунта. 
Подвид сходен с Clavofabellina abunda miscella, но отличается отсутствием сжатости заднего конца раковины и намечающейся аддукториальной борозды, а также негладкой поверхностью раковины.

## Систематика
Является номинативным подвидом вида Clavofabellina abunda.